# 1920年の教育
1920年の教育は1920年の教育関連のできごとの一覧である。

## できごと
- 1月13日 -森戸辰男東京帝大助教授が筆禍により起訴され休職（森戸事件）。
- 1月16日 -横浜高等工業学校・広島高等工業学校新設。
- 2月5日 - 慶應義塾大学・早稲田大学、大学令により設立認可。
- 4月1日 - 東京高商専攻部、東京商科大学に昇格。
- 4月15日 - 明治大学・法政大学・中央大学・日本大学・國學院大学・同志社大学、大学令により設立認可。
- 4月19日 - 水戸・山形・佐賀各高等学校新設。
- 4月28日 - 文部省に図書局を置く。
- 6月18日 - 県立愛知医科大学、大学令により設立認可。
- 7月6日 - 高等女学校令を改正。学位令を改正。
- 8月3日 - 川崎商船学校が官立移管により神戸高等商船学校となる。
- 9月15日 - 文部省在外研究員規程を制定。
- 11月22日 - 弘前・松江両高等学校新設。
- 11月26日 - 金沢高等工業学校・鳥取高等農業学校・名古屋高等商業学校新設。
- 12月1日 - 富山薬学専門学校、官立校となる。
- 12月16日 - 実業学校令を改正。